# Theotima mbamensis
Theotima mbamensis là một loài nhện trong họ Ochyroceratidae. Loài này phân bố ở Kameroen.